# 12761 Павелс
12761 Павелс (12761 Pauwels) — астероїд головного поясу, відкритий 9 жовтня 1993 року.
Тіссеранів параметр щодо Юпітера — 3,140.